# جيم مكاي (مخرج)
جيم مكاي (بالإنجليزية: Jim McKay)‏ هو مونتير وكاتب سيناريو ومنتج أفلام ومخرج أمريكي، ولد في 1962 في إنغلوود في الولايات المتحدة.

## وصلات خارجية
- جيم مكاي على موقع IMDb (الإنجليزية)
- جيم مكاي على موقع ألو سيني (الفرنسية)
- جيم مكاي على موقع أول موفي (الإنجليزية)
- جيم مكاي على موقع قاعدة بيانات الأفلام السويدية (السويدية)
- جيم مكاي على موقع قاعدة بيانات الفيلم (الإنجليزية)
- جيم مكاي على موقع كينوبويسك (الروسية)